# Rifugio Santino Ferioli
Das Rifugio Santino Ferioli (oft auch nur Rifugio Ferioli) ist eine Schutzhütte in der italienischen Region Piemont in den Walliser Alpen. Sie liegt auf einer Höhe von 2264 m s.l.m. und gehört der CAI Sektion Olgiate Olona. Die Hütte wird von Juli bis September bewirtschaftet (allerdings nur im August auch unter der Woche) und bietet 24 Bergsteigern Schlafplätze.

## Zugänge
Man erreicht die Hütte von den Talorten Alagna Valsesia oder Rima in jeweils ca. zweieinhalb Stunden Aufstieg. Der Weitwanderweg Grande Traversata delle Alpi führt ebenfalls nahe der Hütte vorbei.